# 組織内議員
組織内議員（そしきないぎいん）とは、国会議員選挙・地方選挙において、特定の労働組合・業界団体・宗教団体・当事者団体等の各種団体の執行部が関連者から選定し、組織票の公認投票先として推薦や支援を決めた特定の候補や議員のこと。組織が直接的に関与する場合もあれば、「有志が結成した」という体裁で別団体や政治連盟を設立し、コレを介した推薦や支援を行う場合もある。当選前は組織内候補と呼ばれる。準組織内議員（準組織内候補）というのもある。

## 政党別組織内候補輩出団体
主に日本における業界団体や労働組合など、ある組織を出身または支持母体とする国会や地方議会の議員である。下記のように組織内候補を出している日本労働組合総連合会(連合)傘下の産別の源流は、旧社会党を支持した公務員労組中心の日本労働組合総評議会(総評)、旧民社党を支持した民間労組の全日本労働総同盟(同盟)、両者に属さない中立労働組合連絡会議(中立労連)の3つに大きく分けられる。 時事通信は2013年参院選比例代表の当選者について、自民党は各業界団体の支援候補（組織内候補）や著名人候補であるのに対して、民進党の当選者は労働組合の組織内候補が大半であり、労組依存体質が前身の民主党から変わっていないと報道している。

### 自由民主党
- 日本医師連盟（開業医を中心とした医師）[13][14][15]、日本歯科医師連盟（歯科医師）、日本看護連盟（看護師)、日本建設業連合会（建設業従事者）、全国郵便局長会（旧特定郵便局の郵便局長）[16][13]、全国農業者農政運動組織連盟（農業従事者）[13]、日本薬剤師連盟（薬剤師）[17]。

### 公明党
- 創価学会[18]

### 立憲民主党
- 国会議員を組織内議員として輩出してきた労働組合には、集票数順に全日本自治団体労働組合（自治労。地方公務員労組）、日本教職員組合（日教組。教職員労組）、日本郵政グループ労働組合（JP労組。旧日本郵政公社員労組）[19]、情報産業労働組合連合会（情報労連。旧電気通信公社員労組）、日本私鉄労働組合総連合会（私鉄総連）である[20]。そして、2019年から労組間で交互支援[21]を行っているJAM（ものづくり産業労働組合）と日本基幹産業労働組合連合会（基幹労連）からも、両労組が2022年に国民民主党から支持替えを行った後は輩出している[20]。立憲民主党は、自治労や日教組といった地方公務員系労組、情報労連やJP労組といった旧公社労組（旧公務員職の労組）、私鉄総連といった日本労働組合総評議会（総評）加盟労組を日本社会党から引き継いでいる[22][23][24][12]。政治学者の中北浩爾によると1996年の民主党結成後も自治労、日教組、私鉄総連など総評系労組の一部は社会民主党（日本社会党の改称後）を支持していた[25]。

### 国民民主党
- 国会議員選挙に組織内候補を輩出しているのは、全日本自動車産業労働組合総連合会（自動車総連）、全国電力関連産業労働組合総連合（電力総連）、全日本電機・電子・情報関連産業労働組合連合会（電機連合）、全国繊維化学食品流通サービス一般労働組合同盟（UAゼンセン。複数業種労組）など同盟に加盟していた民社党系労組と旧中立労連系の6つの民間企業労組であり、左派色の強い公務員労組が主体の旧社会党系労組とは親和性[12]が低い特徴がある[22][24][26][3][12]。上述のように、JAM（ものづくり産業労働組合）と日本基幹産業労働組合連合会（基幹労連）からも2019年の参院選までは同党の組織内候補として立候補されていた[20]。地方議員には全国交通運輸労働組合総連合（交通労連）などもある[6]。地方議員においては、国政において国民民主党を支持する産別であっても、立憲民主党や都民ファーストの会から組織内議員を輩出しているケースも存在する[27][28]。

### 日本共産党
- 民主青年同盟・新日本婦人の会など共産党系の市民団体（民主団体）や労働組合[29] -全労連結成による総評へ加盟していた労組内の日本共産支持派の離脱がおきた1989年[30]よりも前は、総評（日本労働組合総評議会）の加盟労組内でも日本共産党支持のメンバーのが多い地域の際には、地方議員でならば1984年時点で日本共産党への組織内議員として輩出されていた[31]。総評内部にある日本社会党支持派と日本共産党支持派は対立しており、基本的に総評内部労組は日本社会党支持派が「主流派」で日本共産党支持派は「非主流派（反主流派）」の少数派であった[32]。そのため、国会議員については、日本社会党が「総評政治部」と呼称されているように総評加盟労組からの組織内議員は社会党所属者のみである[31]。

### れいわ新選組
- 極左活動家で知られる斎藤まさしが代表を務め、地方議会に系列議員を持つ「市民の党」[33][34]。部落解放同盟全国連合会が、2022年の第26回参議院議員通常選挙の大阪府選挙区では、「大阪選挙区では、唯一、維新の会と対決する候補」としてれいわ新選組の八幡愛を推薦した。全国比例区については、れいわ新選組、社会民主党、立憲民主党の各候補を推薦した[35]。

### 複数の政党にまたがるケース
- 日本労働組合総連合会（連合）- 保革労組の合併で設立したため、加盟する産別労働組合には、立憲民主党、国民民主党、社会民主党、都民ファーストの会のうち、複数の保革政党にまたがって組織内候補、あるいは準組織内議員を輩出するケースがある[27]。
- 立正佼成会 - 公明党の支持母体である創価学会との対立関係であり、自公連立開始後である2001年の第19回参議院議員通常選挙以降は参議院比例区で主に民主党系政党の候補者を推薦してきた。立正佼成会の推薦を受けて当選した藤末健三、白眞勲、大島九州男、風間直樹は組織内議員として扱われることがある。2013年の第23回参議院議員通常選挙では若狭勝を推薦、2022年の第26回参議院議員通常選挙では民主党から2018年に自民党へ入党した藤末に引き続き推薦を出すなど、2013年に以降には自民党の候補者に推薦を出すケースもあった。しかし、2019年の第25回参議院議員通常選挙で大島が落選、2022年の第26回参議院議員通常選挙で白、藤末がともに落選し、参議院比例区選出では立正佼成会推薦議員はいなくなった。
- 部落解放同盟系組織 - 部落解放同盟の組織内候補として、旧日本社会党(現社会民主党)から民主党所属の議員である松本龍（東日本大震災復興対策担当大臣、部落解放同盟副委員長）や、松岡徹がいた。日本共産党から日本社会党所属となった上田卓三議員(部落解放同盟委員長)が1973年に設立したティグレの政治団団体「ティグレフォーラム」は、立憲民主会と都民ファーストの会から組織内地方議員を輩出している[36]。